# Paolo Valoti
Paolo Valoti (Alzano Lombardo, província de Bèrgam, 19 d'abril del 1971) és un ciclista italià que fou professional del 1996 al 2006.

## Palmarès
- 1994
  - 1r al Gran Premi Città di Empoli
- 1995
  - 1r al Gran Premi Capodarco
  - 1r al Tour de la Regió Valona
  - 1r al Gran Premi della Liberazione
  - 1r al Giro del Valdarno
- 1996
  - Vencedor d'una etapa a la Volta a Portugal
- 2000
  - Vencedor d'una etapa a la Ster der Beloften
- 2001
  - 1r a la Coppa Bernocchi
  - Vencedor d'una etapa a la Setmana Ciclista Llombarda
- 2005
  - 1r a la Coppa Agostoni
  - 1r a la Coppa Placci

### Resultats al Tour de França
- 2004. Abandona (15a etapa)

### Resultats al Giro d'Itàlia
- 1997. Abandona
- 1999. 65è de la classificació general
- 2000. Abandona (18a etapa)

### Resultats a la Volta a Espanya
- 1996. 74è de la classificació general